# Dieter Czichos
Dieter Czichos (* 21. November 1938) ist ein ehemaliger deutscher Fußballspieler.

## Werdegang
Der Abwehrspieler Dieter Czichos wechselte im Jahre 1962 von der SpVg Beckum zu Arminia Bielefeld. Die Arminia war gerade in die II. Division West aufgestiegen und qualifizierte sich ein Jahr später für die neu geschaffene Regionalliga West. Czichos absolvierte als einziger Spieler seiner Mannschaft alle 30 Saisonspiele. In der folgenden Regionalligasaison 1963/64 wurde er nur noch unregelmäßig eingesetzt, so dass er im Sommer 1964 die Arminia wieder verließ und zur SpVg Beckum zurückkehrte. Für die Bielefelder absolvierte Czichos 30 Spiele in der II. Division und elf Regionalligaspielen, in denen er ohne Torerfolg blieb.